# Drugo doba
Drugo doba je vremensko razdoblje u izmišljenom svijetu Međuzemlja J. R. R. Tolkiena. Čitav ovaj izmišljeni svijet Tolkien je smjestio u vremena prije početka povijesti stvarne Zemlje.
Drugo doba započelo je porazom Morgotha u Gnjevnom ratu i njegovim istjerivanjem s Arde.
Trajalo je 3441 godinu, do Sauronova pada, nakon propasti Númenora, kad ga je porazio Posljednji savez vilenjaka i ljudi.
Ovo doba je obilježilo uzdizanje Númenora, jačanje Saurona u Međuzemlju; kovanje Prstenova moći i početak sukoba između Saurona i vilenjaka zbog njih.
Ovo doba je većim dijelom slabo opisano u Tolkienovim djelima i zapisima, za razliku od Prvog doba opisanog u Silmarillionu, ili Trećeg doba tijekom kojeg se odvija Gospodar prstenova. Osim nekoliko nagovještaja događaja iz Drugog doba, u Gospodaru prstenova postoji još nekoliko kraćih zapisa razdoblju od Morgothova pada na kraju Prvog doba i prvog Sauronova pada koji je obilježio početak Trećeg doba.
U dodatku B u Gospodaru prstenova nalazi se pregled važnijih događaja iz Drugog doba, posebice onih koji se tiču Prstenova moći ili događaja i osoba iz Gospodara prstenova. Dodatak A u Gospodaru prstenova sadrži genealogije númenorejskih kraljevskih kuća. Nekoliko odlomaka Nedovršenih pripovijesti pobliže opisuje Númenor i nekoliko njegovih kraljeva. Na kraju Silmarilliona, "Akallabêth", ili 'pad zvijezde', ukratko opisuje pad Númenora i uspostavu kraljevstava Gondora i Arnora. Postoji još nekoliko drugih zapisa o Drugom dobu, ali zbog samo usputnog spominjanja u postojećim izvorima Drugo doba većim dijelom ostaje nejasno.